# Copestylum neosplendens
Copestylum neosplendens är en tvåvingeart som beskrevs av Thompson 1976. Copestylum neosplendens ingår i släktet Copestylum och familjen blomflugor. Inga underarter finns listade i Catalogue of Life.